# Dalhart, Texas
Dalhart là một thành phố thuộc quận Dallam, tiểu bang Texas, Hoa Kỳ. Năm 2010, dân số của xã này là 7930 người.

## Dân số
- Dân số năm 2000: 7237 người.
- Dân số năm 2010: 7930 người.